# Lophogobius cristulatus
Lophogobius cristulatus là một loài cá biển thuộc chi Lophogobius trong họ Cá bống trắng. Loài cá này được mô tả lần đầu tiên vào năm 1939.

## Từ nguyên
Tính từ định danh cristulatus vốn là từ giảm nghĩa của cristatus, trong tiếng Latinh nghĩa là "mào", hàm ý đề cập đến phần mào thấp hơn hẳn so với đồng loại là Lophogobius cyprinoides.

## Phân bố
L. cristulatus có phân bố ở Đông Thái Bình Dương, hiện chỉ được ghi nhận dọc theo bờ biển Costa Rica và Panama.
L. cristulatus sống ở vùng gian triều, rừng ngập mặn và cửa sông, độ sâu đến khoảng 6 m.

## Mô tả
Chiều dài cơ thể lớn nhất được ghi nhận ở L. cristulatus là 8,6 cm. Loài này có màu nâu, sẫm màu hơn ở những cá thể lớn, vảy cá có rìa màu sẫm. Đỉnh đầu có mào, kéo dài từ gáy đến giữa hai mắt. Vây lưng trước sáng màu ở gốc, có 2–3 vệt đốm màu vàng (cá cái) hoặc cam (cá đực), đốm phía cuối luôn lớn hơn. Đôi khi có 4 vạch nâu sau mắt, ở dưới gáy và giữa nắp mang. Vây đuôi có 8–9 vạch mờ. Các vây khác nhạt màu. Cá con có 5 vệt đen dọc sống lưng, đốm nâu sau mắt.
Số gai vây lưng: 6; Số tia vây lưng: 10; Số gai vây hậu môn: 1; Số tia vây hậu môn: 9; Số gai vây bụng: 1; Số tia vây bụng: 5; Số tia vây ngực: 17–20.